# Heinz Sokolowski
Heinz Sokolowski (ur. 17 grudnia 1917 we Frankfurcie nad Odrą, zm. 25 listopada 1965 w Berlinie) – więzień polityczny oraz ofiara śmiertelna Muru Berlińskiego zastrzelona przez żołnierzy wojsk granicznych NRD podczas próby ucieczki do Berlina Zachodniego.

## Życiorys
Heinz Sokolowski przyszedł na świat podczas pierwszej wojny światowej we Frankfurcie nad Odrą. Po ukończeniu szkoły ludowej rozpoczął naukę zawodu krawca. Ostatecznie uczęszczał do szkoły handlowej, gdzie zamierzał zdać również egzamin dojrzałości. Plany te porzucił jednak w związku z perspektywą podjęcia pracy w redakcji lokalnej gazety Frankfurt Oderzeitung. Zostając powołanym do służby wojskowej walczył w szeregach Wehrmachtu na rozmaitych frontach drugiej wojny światowej, pełniąc między innymi funkcję korespondenta wojennego. Podczas walk w Rosji dostał się do niewoli, po czym przechodząc antyfaszystowskie szkolenie ideologiczne zaangażował się w krzewienie komunizmu.
Po powrocie z niewoli radzieckiej w 1946 r. zamieszkał w sowieckim sektorze Berlina, gdzie pracował dla tamtejszej prasy w wolnym zawodzie dziennikarza. Rok później ożenił się, zamieszkując z żoną i przyszłą na świat córką w dzielnicy Prenzlauer Berg. Para rozwiodła się w 1951 r. Do 12 lutego 1953 r. pracował dla radzieckich władz okupacyjnych, po czym został aresztowany pod zarzutem szpiegostwa. Trybunał wojskowy skazał go najpierw na 20, a potem 10 lat pozbawienia wolności wysyłając do obozu pracy w ZSRR. W 1956 r. rząd radziecki przekazał skazanego władzom NRD. Karę pozbawienia wolności odsiadywał do 13 lutego 1963 r. w zakładach karnych, m.in. w Budziszynie, Brandenburgu i Waldheim. Podczas pobytu w więzieniu zachorował na gruźlicę.

## Próba ucieczki
Po zwolnieniu Sokolowski podjął w Berlinie Wschodnim pracę windziarza. Chcąc opuścić NRD złożył podanie o wyjazd, które zostało jednak odrzucone. W związku z kontaktami z osiadłymi w Berlinie Zachodnim byłymi więźniami politycznymi w 1964 r. zwrócił na siebie uwagę bezpieki. W maju 1965 r. rozpoczął logistyczne przygotowania do ucieczki, której podjął się dopiero wczesnym rankiem 25 listopada o godzinie 5.00. Zbliżając się do granicy przy ulicy Clara-Zetkin-Straße (dzisiejsza Dorotheenstraße) został zauważony przez żołnierza straży granicznej, który oddał strzał ostrzegawczy. Jako że Sokolowski nie zareagował, do akcji włączyli się inni żołnierze, którzy strzelali do uciekającego do momentu, kiedy to podczas pokonywania ostatniego muru zaplątał się w rozpięty na tymże drut kolczasty. Trafiony w podbrzusze Heinz Sokolowski zmarł w drodze do szpitala.

## Upamiętnienie
Ku pamięci zabitego stowarzyszenie Arbeitsgemeinschaft 13. August ufundowało w 1966 r. wysoki na 3 metry krzyż, stojący u zbiegu ulic Ebertstraße i Scheidemannstraße. Obok informacji o zastrzelonym umieszczono również inskrypcję „po 7 latach pobytu w więzieniu NRD zastrzelony podczas ucieczki”.
O zastrzelonym przypomina również jeden z tzw. białych krzyży pamięci, mieszczących się na nabrzeżu w pobliżu budynku Reichstagu.

## Literatura
- Hans-Hermann Hertle, Maria Nooke: Die Todesopfer an der Berliner Mauer 1961 – 1989 : ein biographisches Handbuch / hrsg. vom Zentrum für Zeithistorische Forschung Potsdam und der Stiftung Berliner Mauer. Links, Berlin 2009, ISBN 978-3-86153-517-1.